# Reydon
Reydon är en by och en civil parish i distriktet East Suffolk i Storbritannien. Den ligger i grevskapet Suffolk och riksdelen England, i den sydöstra delen av landet, 150 km nordost om huvudstaden London. Orten har 2 567 invånare (2001). Byn nämndes i Domedagsboken (Domesday Book) år 1086, och kallades då Rienduna.